# Скоростной трамвай Хасселт — Маастрихт
Скоростной трамвай Хасселт — Маастрихт (нидерл. Sneltram Hasselt-Maastricht) — скоростная междугородная трамвайная линия, которая соединит Хасселт (Бельгия, столица провинции Лимбург) с Маастрихтом (Нидерланды, столица провинции Лимбург). По состоянию на конец 2009 года велось проектирование линии. Строительство должно было начаться в 2014 году, а ввод линии в эксплуатацию был запланирован на 2024 год.
В 2022 году правительство Фландрии приняло решение свернуть проект создания трамвайной линии в пользу электробусов.
Оператором линии будет De Lijn.

## История
30 июня 2008 года министры транспорта Нидерландов и Фландрии подписали соглашение о строительстве линии, а в конце 2008 года были уложены первые рельсы будущей линии: семьсот метров двойной колеи между железнодорожным вокзалом Хасселта и внутренней окружной дорогой.

## Описание системы
Линия пройдёт по трассе Хасселт — Дипенбек — Мюнстербилзен — Ланакен — Маастрихт (Нидерланды). Линия будет иметь стандартную колею, а не метровую, как на других системах De Lijn (Гент, Антверпен, Побережье). Связано это с тем, что на некоторых отрезках линия будет использовать старые пути бельгийских железных дорог. В то же время в пределах Хасселта линия будет проходить по улицам, как обычный городской трамвай.
Если будут построены также две другие междугородные трамвайные линии (Хасселт — Генк — Маасмехелен и Хасселт — Нерпелт — Ломмел), которые сейчас проектируются, то Хасселт станет узлом региональной лимбургской трамвайной сети.

## Подвижной состав
20 мая 2009 года De Lijn опубликовала критерии, которым должны будут соответствовать будущие трамваи, а именно:
- стандартная ширина колеи
- максимальная скорость 100 км/ч
- максимальная длина 38 м
- низкий пол минимум на 65 % длины трамвая
- возможность использования как на уличных трассах, так и на железных дорогах (принцип трамвай-поезд)

По состоянию на конец 2009 года ещё неизвестно, какой производитель будет строить трамваи.